# Ocotea amplifolia
Ocotea amplifolia är en lagerväxtart som först beskrevs av Mez & Donn. Sm., och fick sitt nu gällande namn av Van der Werff. Ocotea amplifolia ingår i släktet Ocotea och familjen lagerväxter. Inga underarter finns listade i Catalogue of Life.